# Нагорненское сельское поселение
Нагорненское се́льское поселе́ние — сельское поселение в Пожарском районе Приморского края.
Административный центр — село Нагорное.

## История
Статус и границы сельского поселения установлены Законом Приморского края от 7 декабря 2004 года № 191-КЗ «О Пожарском муниципальном районе»

## Население
| 2005 | 2010 | 2011 | 2012 | 2013 | 2014 | 2015 |
| ---- | ---- | ---- | ---- | ---- | ---- | ---- |
| 848  | ↘749 | ↘745 | ↘744 | ↘726 | ↘717 | ↘704 |
| 2016 | 2017 | 2018 | 2019 | 2020 | 2021 |      |
| ↗707 | ↘672 | ↘665 | ↘655 | ↘613 | ↘522 |      |

## Состав сельского поселения
В состав сельского поселения входит один населённый пункт — село Нагорное.

## Местное самоуправление
Администрация
Адрес: 692021, с. Нагорное, ул. Юбилейная, 12. Телефон: 8 (42357) 32-8-23
Глава администрации
- Савенко Виктор Михайлович